# Liste neusprachlicher Gymnasien
Diese Liste führt neusprachliche Gymnasien auf. Neusprachliche Gymnasien sind Allgemeinbildende Höhere Schulen, in denen die Schüler der Stufe, in der sie den Schulabschluss unter der Hochschulreife erwerben können, mindestens drei Fremdsprachen, darunter mindestens zwei moderne, aber kein Altgriechisch belegen können.

## Argentinien
- Colegio Nacional de Monserrat

## Deutschland

### Bayern
- Kurt-Huber-Gymnasium (Gräfelfing)
- Elsa-Brändström-Gymnasium (München)
- Nymphenburger Gymnasium (München)
- Platen-Gymnasium Ansbach
- Gymnasium Weilheim
- Adolf-Weber-Gymnasium (München)
- Privates Lyzeum der Republik Griechenland in Nürnberg[1][2]

### Berlin
- Tagore-Gymnasium

### Brandenburg
- Humboldtgymnasium Potsdam
- Gymnasium auf den Seelower Höhen (Seelow)

### Hamburg
Lichtwark-Schule

### Hessen
- Albert Schweitzer Schule Hofgeismar[3]
- Albert-Einstein-Schule (Schwalbach)[4][5]

### Mecklenburg-Vorpommern
- Gymnasium am Sonnenberg Crivitz

### Niedersachsen
- Athenaeum Stade
- Halepaghen-Schule Buxtehude
- Humboldtschule Hannover
- Gymnasium Ursulaschule
- Pädagogium Bad Sachsa

### Nordrhein-Westfalen
- Gymnasium Heißen (Mülheim an der Ruhr)
- Kaiser-Karls-Gymnasium (Aachen)
- Gymnasium Petrinum Brilon
- Gymnasium Leopoldinum (Detmold)
- Steinbart-Gymnasium (Duisburg)
- Willibrordgymnasium (Emmerich)[6]
- Burggymnasium Essen
- Evangelisch Stiftisches Gymnasium Gütersloh
- Lindengymnasium Gummersbach
- Albrecht-Dürer-Gymnasium Hagen
- Gymnasium Hammonense (Hamm)

- Freiherr-vom-Stein-Gymnasium (Kleve)
- Gymnasium Rodenkirchen (Köln)
- Engelbert-Kaempfer-Gymnasium (Lemgo)
- Zeppelin-Gymnasium Lüdenscheid
- Stiftisches Humanistisches Gymnasium Mönchengladbach
- Gymnasium Paulinum (Münster)
- Pelizaeus-Gymnasium Paderborn
- Marie-Curie-Gymnasium Recklinghausen[7]
- Gymnasium Laurentianum Warendorf
- Andreas-Vesalius-Gymnasium Wesel
- Städtisches Gymnasium Wermelskirchen
- Erzbischöfliches St.-Angela-Gymnasium (Wipperfürth)

### Rheinland-Pfalz
- Max-Planck-Gymnasium Ludwigshafen
- Edith-Stein-Gymnasium Speyer

### Sachsen
- Leon-Foucault-Gymnasium Hoyerswerda
- Lessing-Gymnasium Hoyerswerda
- Gotthold-Ephraim-Lessing-Gymnasium Kamenz

### Schleswig-Holstein
- Altes Gymnasium Flensburg
- Goethe-Schule Flensburg
- Auguste-Viktoria-Schule (Flensburg)
- Fördegymnasium (Flensburg)
- Heinrich-Heine-Schule Heikendorf
- Auguste-Viktoria-Schule Itzehoe
- Gymnasium Kaltenkirchen
- Burckhardtgymnasium Kiel

## Frankreich
- Lycée Diwan de Carhaix
- La Providence[8]
- Lycée général et Technologique MICRO LYCEE[9]
- Lycée général et Technologique Félix Proto[10]

## Griechenland
- 4o Geniko Lykeio (Gel) Mytilinis[11][12]
- Geniko Lykeio Ippeiou[13][14]
- Esperino Lykeio Mytilinis[15][16]
- Geniko Lykeio Mantamadou[17][18]
- 2o Geniko Lykeio Mytilinis[19][20]
- Geniko Lykeio Geras[21][22]
- Geniko Lykeio Polichnitou Lesvou[23][24]
- 3o Geniko Lykeio (Gel) Mytilinis[25][26]
- Geniko Lykeio Plomariou[27][28]
- Geniko Peiramatiko Lykeio Mytilinis[29][30]
- Geniko Lykeio Pamfilon Lesvou[31][32]
- Geniko Lykeio Antissas Lesvou[33][34]
- Lykeio Agras[35][36]
- Geniko Lykeio Petras[37][38]
- 5o Geniko Lykeio Mytilinis[39][40]

## Italien
In Italien gibt es in allen größeren Orten neusprachliche Gymnasien (Liceo linguistico), oft werden sie als Fachrichtung eines anderen Gymnasiums angeboten.
- Liceo „Dante Alighieri“ (Brixen)[41]
- Oberschulen Jakob Philipp Fallmerayer Brixen
- Istituto Marcelline Quadronno (Mailand)
- Gymnasien Meran
- Oberschulzentrum Sterzing
- Nicolaus Cusanus Sprachen- und Realgymnasium[42]

## Kasachstan
- Deutsches Gymnasium Nur-Sultan – Schule Nr. 46 in Astana

## Demokratische Republik Kongo
- Lycée Français Blaise Pascal Lubumbashi[43][44][45]

## Österreich
In Österreich ist das neusprachliche Gymnasium neben dem realistischen und wirtschaftskundlichen die dritte Hauptform des Gymnasiums, und es sind ein Gutteil der Gymnasium – als Form der Allgemein bildenden höheren Schule (AHS) – neusprachlich, oft kombiniert mit einem realistischen und anderen Zweigen. 
- Europagymnasium Klagenfurt am Wörthersee[46]
- Bundesgymnasium und Bundesrealgymnasium Bad Ischl[47]

## Polen
- Liceum Ogólnokształcące im. Jana Pawła II (Nadarzyna)[48]
- Liceum Ogólnokształcące im. Stanisława Staszica (Pleszew)[49]
- I Liceum Ogólnokształcące im.A.Mickiewicza (Olsztyn)[50]

## Schweiz
- Kantonsschule St. Gallen
- Le Rosey

## Vereinigtes Königreich
- Bloxham School
- Bury Grammar School[51]
- Callywith College
- Colyton Grammar School[52]
- Kesteven and Grantham Girls School
- King Edward VI Grammar School, Chelmsford[53]
- King s School Rochester
- Portsmouth Grammar School[54]
- Queen Mary’s Grammar School (Walsall)[55]
- Ripon Grammar School[56]
- Southend High School for Girls[57]
- St Benedict’s School, London
- United World College of the Atlantic
- Wolverhampton Grammar School[58]

## Vereinigte Staaten

### Kalifornien
- BASIS Independent Silicon Valley[59]

### New Jersey
- Haddonfield Memorial High School[60]